# Трифонов, Николай Александрович
Никола́й Алекса́ндрович Три́фонов (23 февраля 1891, Санкт-Петербург — 9 декабря 1958, Казань) — российский, советский химик, доктор химических наук (1940), профессор (1941), зав. кафедрой неорганической и физической химии Пермского университета (1927–1932), зав. кафедрой физической и коллоидной химии Ростовского университета (1939–1945), зав. кафедрой физической и коллоидной химии Казанского университета и заведующий сектором физической химии Казанского филиала АН СССР (с 1945).
Создатель научной школы, актуальной для физической химии концентрированных растворов в физико-химическом анализе.

## Биография
Родился в семье чиновника. Его мать Александра Васильевна была в молодости фрейлиной императрицы.
В 1909 году окончил реальное училище в Новгороде, после чего поступил на металлургический факультет Петербургского политехнического института. Его учителями здесь были Н. С. Курнаков, В. А. Кистяковский, П. П. Федотьев, А. Ф. Иоффе, А. А. Байков.
Окончив университет, с 1918 года заведовал лабораторией Петроградского областного комитета по снабжению Красной Армии.
С 1919 года работал на кафедре неорганической и физической химии, а с 1923 года — на кафедре физики Саратовского университета.
С 1927 по 1932 год — заведующий кафедрой неорганической и физической химии медицинского факультета Пермского университета (с 1928 года — профессор).
В 1932 году был отозван в Москву для работы в Институте химической обороны. С ним уехали сотрудники кафедры В. Ф. Усть-Качкинцев и Р. В. Мерцлин.
В 1939-1945 годах — заведующий кафедрой физической и коллоидной химии Ростовского университета.
В 1935 году был репрессирован по 58 статье (шпионаж). Молодой А. И. Солженицын, в 1936-1941 — студент Ростовского университета, позже в кн. «Архипелаг ГУЛАГ» упоминал, что это наложило на Н. А. Трифонова отпечаток:
В ростовском университете, когда я еще был студентом, странный был такой профессор Н. А. Трифонов — постоянно вобранная в плечи голова, постоянная напряжённость, пугливость, в коридоре его не окликни. Потом-то узнали мы: он уже посидел, — и каждый оклик в коридоре мог ему быть от оперативников.
В 1940 году в Ростове-на-Дону защитил докторскую диссертацию на тему «Физико-химический анализ двойных жидких систем по форме изотерм поверхностного натяжения». С 1941 года — доктор химических наук.
С 1945 по 1948 год — заведующий кафедрой физической и коллоидной химии Казанского университета и одновременно заведующий сектором физической химии Казанского филиала АН СССР. С 1953 года — профессор кафедры.

## Научная деятельность
Основные работы посвящены физико-химическому анализу, прежде всего исследованию двойных жидких систем физическими и физико-химическими методами. Изучил зависимость поверхностного натяжения, вязкости, электропроводности, электрической проницаемости, магнитной восприимчивости двойных систем от их состава. Изучил температурную зависимость поверхностного натяжения ряда жидких систем и растворов. Исследовал влияние химических процессов на изотермы поверхностного натяжения
Создал научную школу, которая заняла прочное место в физической химии концентрированных растворов и в физико-химическом анализе, подготовил более 50 специалистов высшей квалификации.